# Hennepin
Hennepin város az USA Illinois államában. Lakosainak száma 769 fő (2020. április 1.).

## Népesség
A település népességének változása:

| 2010 | 757 |
| 2020 | 769 |